# Garbagnate Monastero

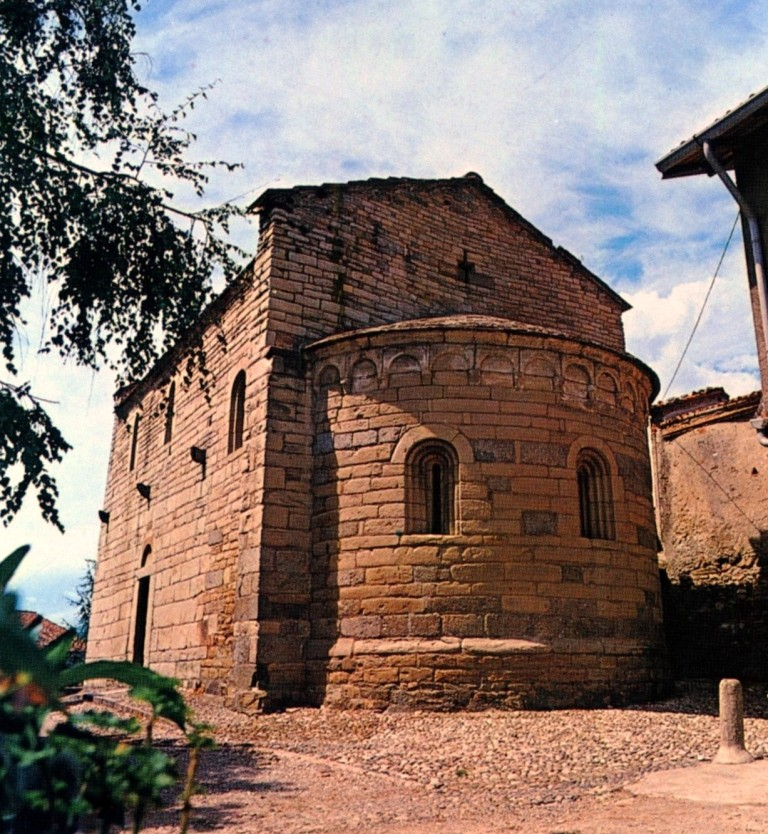
Kirche Santi Nazaro e Celso

Garbagnate Monastero ist eine Gemeinde in der Provinz Lecco in der italienischen Region Lombardei mit 2523 Einwohnern (Stand 31. Dezember 2023).

## Geographie
Die Gemeinde teilt sich in die zwei Ortschaften Garbagnate und Brongio (lokale Bezeichnung: Bruunc) auf, wobei Brongio den eigentlichen Kern der Gemeinde bildet (Poststelle, Bank, Kiosk, Kirche usw.). Garbagnate Monastero liegt 12 km südwestlich der Provinzhauptstadt Lecco und 35 km nordöstlich der Millionen-Metropole Mailand. Die Landschaft ist hügelförmig und an schönen Tagen ist das Panorama auf die Voralpen zu bestaunen. Unabhängig vom Wetter sind die Berge Resegone, Cornizzolo und Monte di Nava zu sehen.
Die Nachbargemeinden sind Barzago, Bulciago, Costa Masnaga, Molteno und Sirone. In der Ortschaft Garbagnate befinden sich die öffentlichen Schulen (Kindergarten und Primarschule) sowie die öffentliche Verwaltung (Gemeindehaus). Keine Apotheke ist im Dorf zu finden, sodass die Einwohner für die Medikamentenversorgung auf die Apotheken in den Nachbargemeinden Molteno, Dolzago und Bulciago angewiesen sind.

## Bevölkerung
| Bevölkerungsentwicklung | Bevölkerungsentwicklung | Bevölkerungsentwicklung | Bevölkerungsentwicklung | Bevölkerungsentwicklung | Bevölkerungsentwicklung | Bevölkerungsentwicklung | Bevölkerungsentwicklung | Bevölkerungsentwicklung | Bevölkerungsentwicklung | Bevölkerungsentwicklung | Bevölkerungsentwicklung | Bevölkerungsentwicklung | Bevölkerungsentwicklung | Bevölkerungsentwicklung | Bevölkerungsentwicklung | Bevölkerungsentwicklung |
| ----------------------- | ----------------------- | ----------------------- | ----------------------- | ----------------------- | ----------------------- | ----------------------- | ----------------------- | ----------------------- | ----------------------- | ----------------------- | ----------------------- | ----------------------- | ----------------------- | ----------------------- | ----------------------- | ----------------------- |
| Jahr                    | 1861                    | 1871                    | 1881                    | 1901                    | 1911                    | 1921                    | 1931                    | 1951                    | 1961                    | 1971                    | 1981                    | 1991                    | 2001                    | 2011                    | 2022                    |                         |
| Einwohner               | 1039                    | 1112                    | 1209                    | 1366                    | 1486                    | 1399                    | 1394                    | 1447                    | 1455                    | 1491                    | 1674                    | 2023                    | 2186                    | 2430                    | 2526                    |                         |
| Quelle: ISTAT           |                         |                         |                         |                         |                         |                         |                         |                         |                         |                         |                         |                         |                         |                         |                         |                         |

## Sehenswürdigkeiten
- Oratorium der heiligen Nazaro und Celso. Das Oratorium romanischen Ursprungs (11. Jahrhundert) wurde auf einem früheren Sakralbau aus langobardischer Zeit errichtet, längs zur heutigen Kirche platziert und mit einer quadratischen Apsis versehen. Heute hat das Oratorium eine Giebelfassade und zeichnet sich durch das Vorhandensein einer halbrunden Apsis aus, die von drei einbogigen Fenstern erhellt wird.
- Pfarrkirche San Bernardo in Brongio mit einem Glockenturm aus dem 16. Jahrhundert, die seit 1608 Sitz einer Pfarrei ist - bis dahin war sie von der Pfarrkirche San Giorgio in Molteno abhängig.
- Kirche von San Martino. Die geweihte Kirche steht einsam auf einem Hügel, der sich über die alte Sumpflandschaft erhebt. Es handelt sich um ein kleines Gebäude mit einem Kirchenschiff, das von einem kleinen Glockenturm flankiert wird und Mitte des 12. Jahrhunderts als Kulturzentrum des Ordens der Humiliaten gegründet wurde, die zwischen Brongio und Gaesso tätig waren. Zu Beginn des 17. Jahrhunderts wurde sie mit dem Anbau des kleinen Glockenturms bescheiden umgestaltet, wie aus den spärlichen Aufzeichnungen des Erzbistums Karl Borromäus hervorgeht. Während der Pest von 1630 wurde es als Lazarett genutzt.

## Persönlichkeiten
- Ambrogio Spreafico (* 1950), Bischof des Bistums Frosinone-Veroli-Ferentino.